# Gustav Wilhelm Selmer
Pour les articles homonymes, voir Selmer.
Gustav Wilhelm Selmer, né le 12 juillet 1814 à Copenhague et mort le 26 octobre 1875 à Trondheim, en Norvège, est un comédien, metteur en scène et directeur de théâtre danois.
De 1839 à 1848, il dirige le Trøndelag Teater, théâtre de Trondheim, succédant à Jacob Mayson. De nombreuses figures majeures du théâtre norvégien sont alors employées dans sa compagnie. Il organise des tournées réussies à travers la Norvège,,.